# Mistrovství světa ve florbale

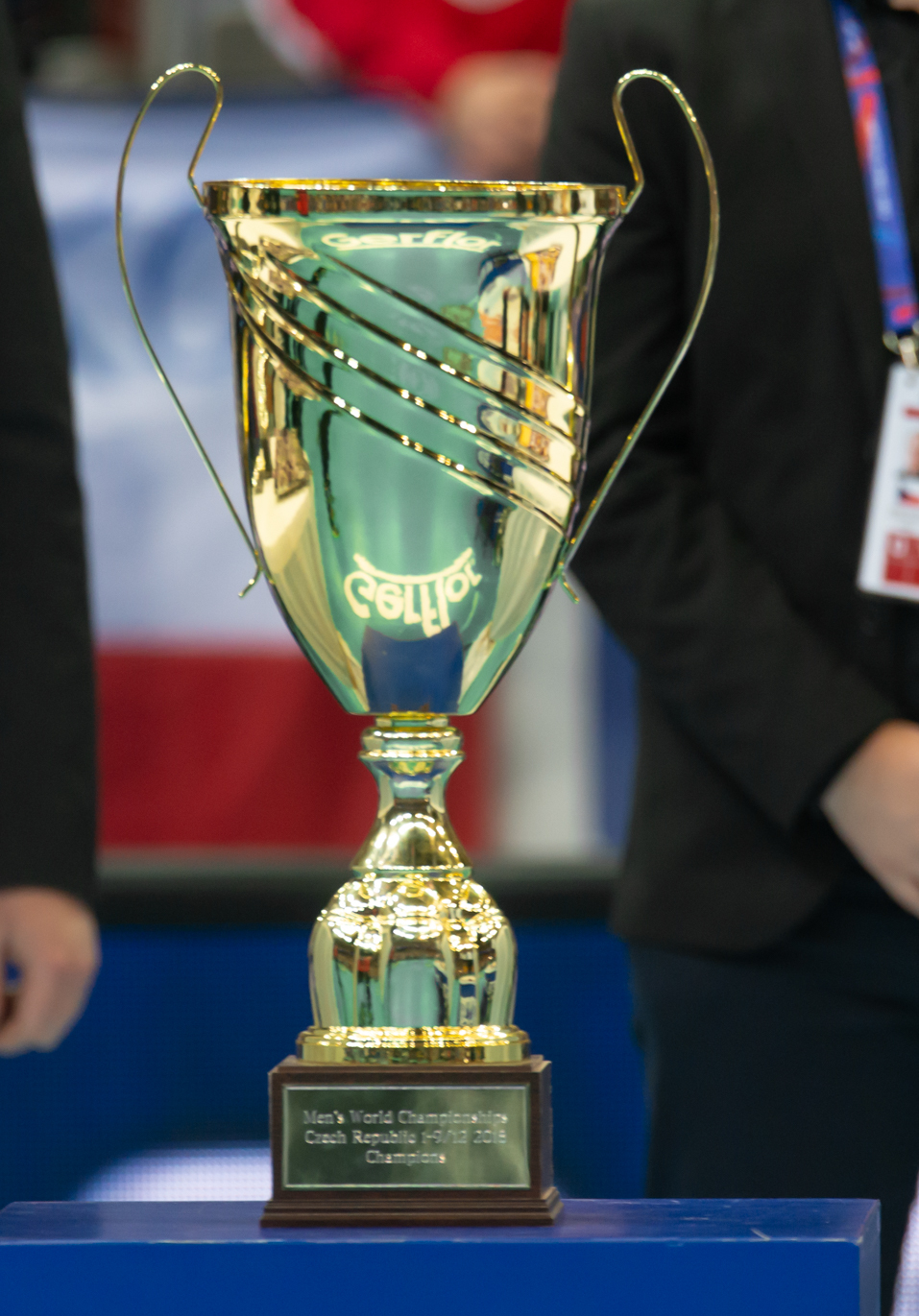
Pohár pro vítěze Mistrovství světa 2018

Mistrovství světa ve florbale mužů je turnaj mužských reprezentačních mužstev členských zemí IFF. Koná se pravidelně v sudých letech od roku 1996. V liché roky se hraje Mistrovství světa žen. Turnaj se koná v prosinci.

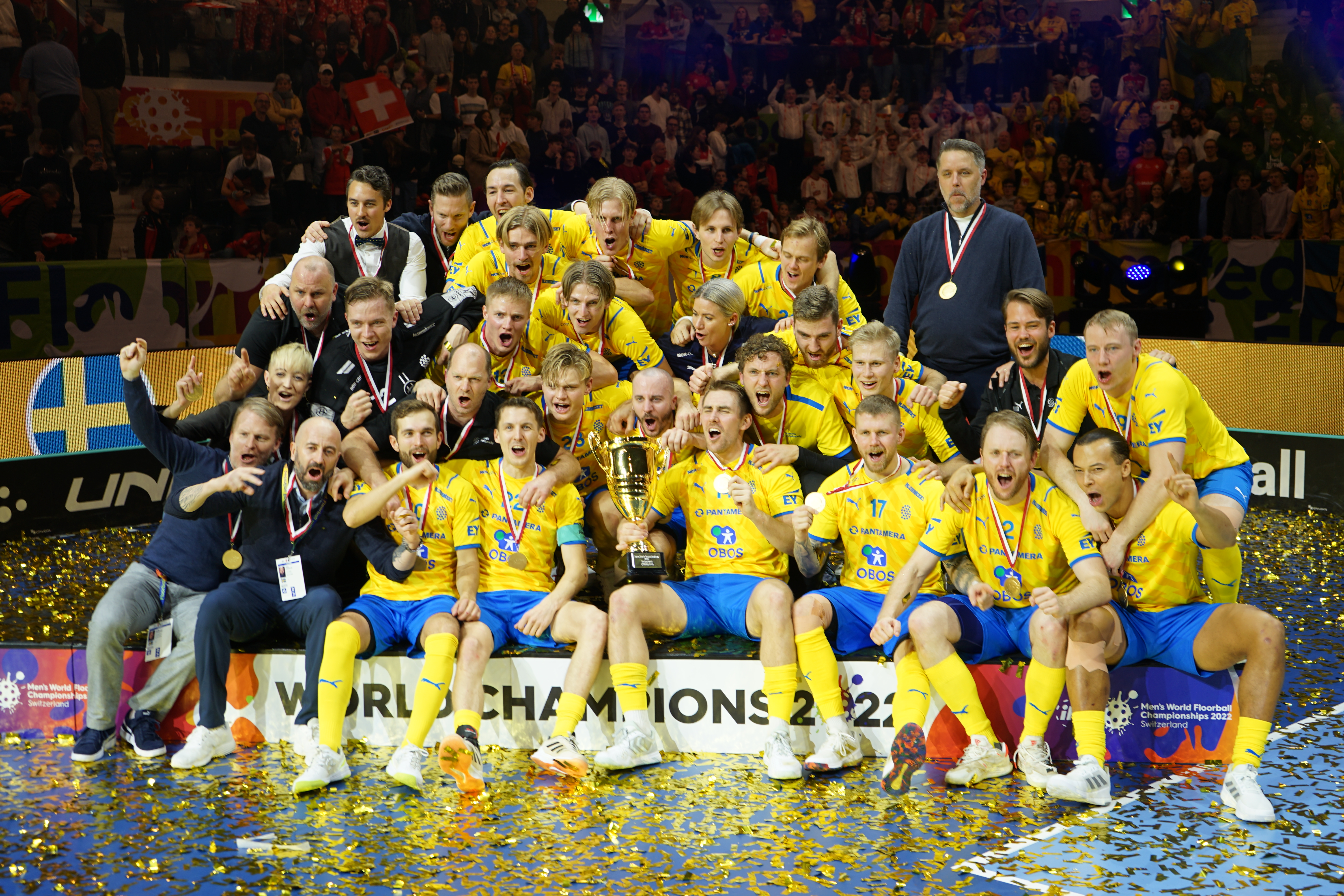
Švédský tým oslavující vítězství na Mistrovství světa 2022

Nejúspěšnějším týmem je Švédsko s deseti tituly. Jedinou další zemí která vyhrála, je úřadující mistr, Finsko, s pěti zlatými medailemi. Česko má dvě stříbra z let 2004 a 2022 a čtyři bronzy z let 2010, 2014, 2020 a 2024. Dalšími medailisty jsou Švýcarsko se stříbrem z druhého mistrovství v roce 1998 a Norsko s bronzem z prvního mistrovství 1996.

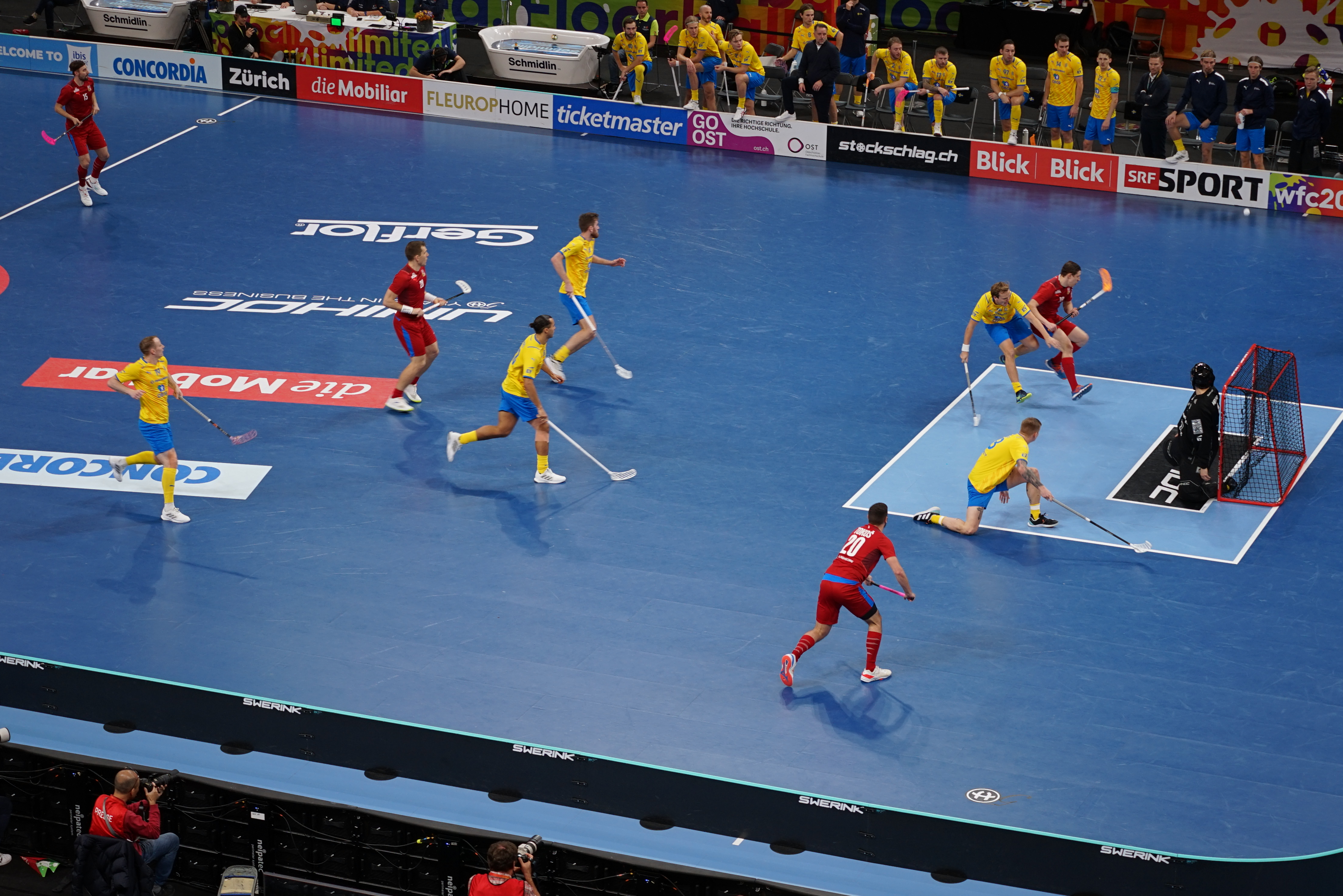
Finálový zápas Švédsko–Česko na Mistrovství světa 2022

Poslední Mistrovství světa 2024 se konalo ve Švédsku. Následující v roce 2026 bude hostit Finsko. Česko pořádalo tři mistrovství, druhé v roce 1998 a další dvě v letech 2008 a 2018. Poslední z nich drží rekord v průměrné i celkové návštěvnosti.

## Hrací systém
Turnaje se účastní 16 týmů. Pořadatelská země má účast zajištěnou automaticky. Ostatní přihlášené reprezentace se utkají o zbývajících 15 míst v regionálních kvalifikacích (většinou několik evropských, a po jedné americké a asijsko-oceánské), které se většinou konají začátkem roku před vlastním mistrovstvím.
Postupující týmy jsou rozlosovány do čtyř skupin A–D po čtyřech týmech. Do skupin A a B se losuje mezi nejlepšími týmy v žebříčku IFF, do skupin C a D mezi ostatními. V rámci skupiny hrají týmy každý s každým. První dva týmy ze skupin A a B postupují přímo do čtvrtfinále playoff. Druhé dva týmy ze skupin A a B a první dva týmy ze skupin C a D hrají předkolo playoff. Dále se hraje vyřazovacím způsobem. Vyřazené týmy, včetně týmů, které nepostoupily do playoff, hrají další zápasy o umístění.
Celý turnaj trvá devět dní, od jednoho víkendu k dalšímu.

## Historie hracího systému
Prvnímu Mistrovství světa v roce 1996 předcházely dva ročníky Mistrovství Evropy.
Do mistrovství v roce 2008, s výjimkou prvního, byly týmy rozděleny do divizí (A, B, později i C). V divizi A se hrálo ve dvou skupinách, ze kterých první dvě mužstva postoupila do semifinále. Vítězové semifinále postoupili do finále, poražení bojovali o bronz. Poslední z obou skupin hráli o udržení v divizi A. Z divize B naopak postoupil vítěz finále.
Až do mistrovství v roce 2006 se turnaj konal v květnu.
Kvalifikace byla zavedena od mistrovství světa 2010. Ale až od roku 2014 musí projít kvalifikací všechny týmy (mimo hostitele). Do té doby se nejlepší týmy z předchozích mistrovství kvalifikovaly automaticky.
Rozdělení týmů do dvou skupin pro týmy výše postavené na žebříčku IFF a dvou skupin pro týmy ostatní bylo zavedeno od mistrovství světa 2014. Zároveň bylo zavedeno předkolo play-off.

## Turnaje
|     | Rok     | Hostitel  | Zlato   | Stříbro   | Bronz     |
| --- | ------- | --------- | ------- | --------- | --------- |
| 1.  | MS 1996 | Švédsko   | Švédsko | Finsko    | Norsko    |
| 2.  | MS 1998 | Česko     | Švédsko | Švýcarsko | Finsko    |
| 3.  | MS 2000 | Norsko    | Švédsko | Finsko    | Švýcarsko |
| 4.  | MS 2002 | Finsko    | Švédsko | Finsko    | Švýcarsko |
| 5.  | MS 2004 | Švýcarsko | Švédsko | Česko     | Finsko    |
| 6.  | MS 2006 | Švédsko   | Švédsko | Finsko    | Švýcarsko |
| 7.  | MS 2008 | Česko     | Finsko  | Švédsko   | Švýcarsko |
| 8.  | MS 2010 | Finsko    | Finsko  | Švédsko   | Česko     |
| 9.  | MS 2012 | Švýcarsko | Švédsko | Finsko    | Švýcarsko |
| 10. | MS 2014 | Švédsko   | Švédsko | Finsko    | Česko     |
| 11. | MS 2016 | Lotyšsko  | Finsko  | Švédsko   | Švýcarsko |
| 12. | MS 2018 | Česko     | Finsko  | Švédsko   | Švýcarsko |
| 13. | MS 2020 | Finsko    | Švédsko | Finsko    | Česko     |
| 14. | MS 2022 | Švýcarsko | Švédsko | Česko     | Finsko    |
| 15. | MS 2024 | Švédsko   | Finsko  | Švédsko   | Česko     |
| 16. | MS 2026 | Finsko    |         |           |           |

## Medailové pořadí

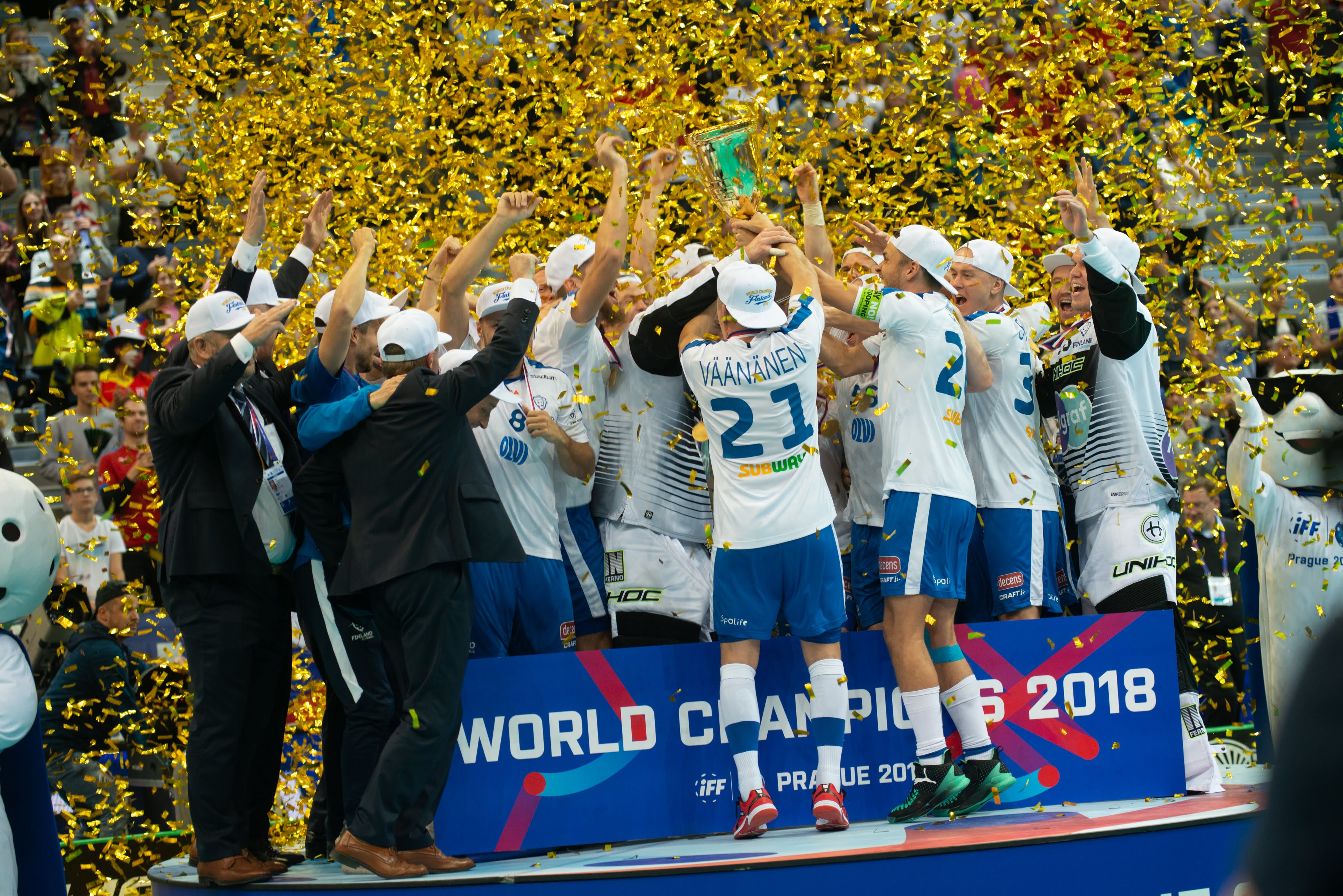
Finský tým oslavující vítězství na Mistrovství světa mužů v roce 2018

| Poř. | Země      | Zlatá medaile | Stříbrná medaile | Bronzová medaile |
| ---- | --------- | ------------- | ---------------- | ---------------- |
| 1    | Švédsko   | 10            | 5                | 0                |
| 2    | Finsko    | 5             | 7                | 3                |
| 3    | Česko     | 0             | 2                | 4                |
| 4    | Švýcarsko | 0             | 1                | 7                |
| 5    | Norsko    | 0             | 0                | 1                |

## Účast jednotlivých zemí
| Země            | 1996 | 1998 | 2000 | 2002 | 2004 | 2006 | 2008 | 2010 | 2012 | 2014 | 2016 | 2018 | 2020 | 2022 | 2024 | Účasti |
| --------------- | ---- | ---- | ---- | ---- | ---- | ---- | ---- | ---- | ---- | ---- | ---- | ---- | ---- | ---- | ---- | ------ |
| Švédsko         | 1    | 1    | 1    | 1    | 1    | 1    | 2    | 2    | 1    | 1    | 2    | 2    | 1    | 1    | 2    | 15     |
| Finsko          | 2    | 3    | 2    | 2    | 3    | 2    | 1    | 1    | 2    | 2    | 1    | 1    | 2    | 3    | 1    | 15     |
| Česko           | 4    | 6    | 6    | 4    | 2    | 4    | 4    | 3    | 7    | 3    | 4    | 4    | 3    | 2    | 3    | 15     |
| Švýcarsko       | 5    | 2    | 3    | 3    | 4    | 3    | 3    | 4    | 3    | 4    | 3    | 3    | 4    | 4    | 5    | 15     |
| Norsko          | 3    | 5    | 5    | 5    | 5    | 7    | 6    | 6    | 5    | 6    | 6    | 7    | 6    | 8    | 7    | 15     |
| Dánsko          | 7    | 4    | 4    | 6    | 9    | 6    | 9    | 13   |      | 7    | 5    | 8    | 10   | 10   | 10   | 14     |
| Lotyšsko        | 9    | 9    | 7    | 7    | 6    | 5    | 5    | 5    | 6    | 5    | 10   | 5    | 5    | 5    | 4    | 14     |
| Německo         | 8    | 8    | 9    | 8    | 8    | 10   | 11   | 10   | 4    | 9    | 7    | 6    | 9    | 6    | 8    | 13     |
| Rusko           | 6    | 7    | 8    | 9    | 7    | 9    | 7    | 8    | 10   | 13   |      |      |      |      |      | 9      |
| Slovensko       |      |      |      |      | 23   | 23   | 21   |      | 8    | 10   | 9    | 9    | 7    | 7    | 6    | 7      |
| Estonsko        | 11   | 10   | 11   | 12   | 12   | 11   | 8    | 7    | 9    | 8    | 8    | 10   | 8    | 9    | 9    | 10     |
| Itálie          |      |      |      | 11   | 11   | 8    | 10   | 12   |      |      |      |      |      |      |      | 3      |
| Polsko          |      |      | 12   | 13   |      | 21   | 12   | 9    | 11   |      | 13   | 13   | 11   | 11   | 12   | 7      |
| Rakousko        |      | 11   | 10   | 10   | 10   | 15   | 14   |      |      |      |      |      |      |      |      | 1      |
| Maďarsko        | 10   |      | 16   | 15   | 13   | 12   | 17   |      | 14   |      |      |      |      |      |      | 2      |
| Kanada          |      |      |      |      | 21   | 24   | 23   | 11   | 13   | 12   | 12   | 11   | 12   | 12   | 16   | 8      |
| USA             |      |      |      | 14   | 17   | 17   | 13   |      | 12   | 11   | 11   |      | 15   |      |      | 4      |
| Filipíny        |      |      |      |      |      |      |      |      |      |      |      |      | 14   | 15   | 11   | 3      |
| Austrálie       |      | 12   | 15   | 17   | 18   | 20   | 24   | 14   |      | 14   | 15   | 12   |      | 13   | 15   | 6      |
| Singapur        | 12   | 14   |      | 20   | 19   | 18   | 15   | 16   | 16   |      | 16   | 16   | 16   | 16   |      | 7      |
| Thajsko         |      |      |      |      |      |      |      |      |      |      | 14   | 14   | 13   | 14   | 14   | 5      |
| Japonsko        |      | 13   | 14   | 21   | 20   | 16   | 16   | 15   | 15   | 15   |      | 15   |      |      |      | 4      |
| Slovinsko       |      |      |      | 16   | 15   | 14   | 18   |      |      |      |      |      |      |      | 13   | 1      |
| Nizozemsko      |      |      |      | 19   | 14   | 13   | 19   |      |      |      |      |      |      |      |      | 0      |
| Velká Británie  |      |      | 13   | 18   | 16   | 19   | 20   |      |      |      |      |      |      |      |      | 0      |
| Jižní Korea     |      |      |      |      |      | 26   | 28   |      |      | 16   |      |      |      |      |      | 1      |
| Španělsko       |      |      |      | 22   | 22   | 22   | 22   |      |      |      |      |      |      |      |      | 0      |
| Belgie          |      |      |      | 23   | 26   |      |      |      |      |      |      |      |      |      |      | 0      |
| Francie         |      |      |      |      | 24   | 25   | 25   |      |      |      |      |      |      |      |      | 0      |
| Malajsie        |      |      |      | 24   | 25   |      |      |      |      |      |      |      |      |      |      | 0      |
| Srbsko          |      |      |      |      |      |      | 26   |      |      |      |      |      |      |      |      | 0      |
| Lichtenštejnsko |      |      |      |      |      |      | 27   |      |      |      |      |      |      |      |      | 0      |
| Gruzie          |      |      |      |      |      |      | 29   |      |      |      |      |      |      |      |      | 0      |

## Galerie

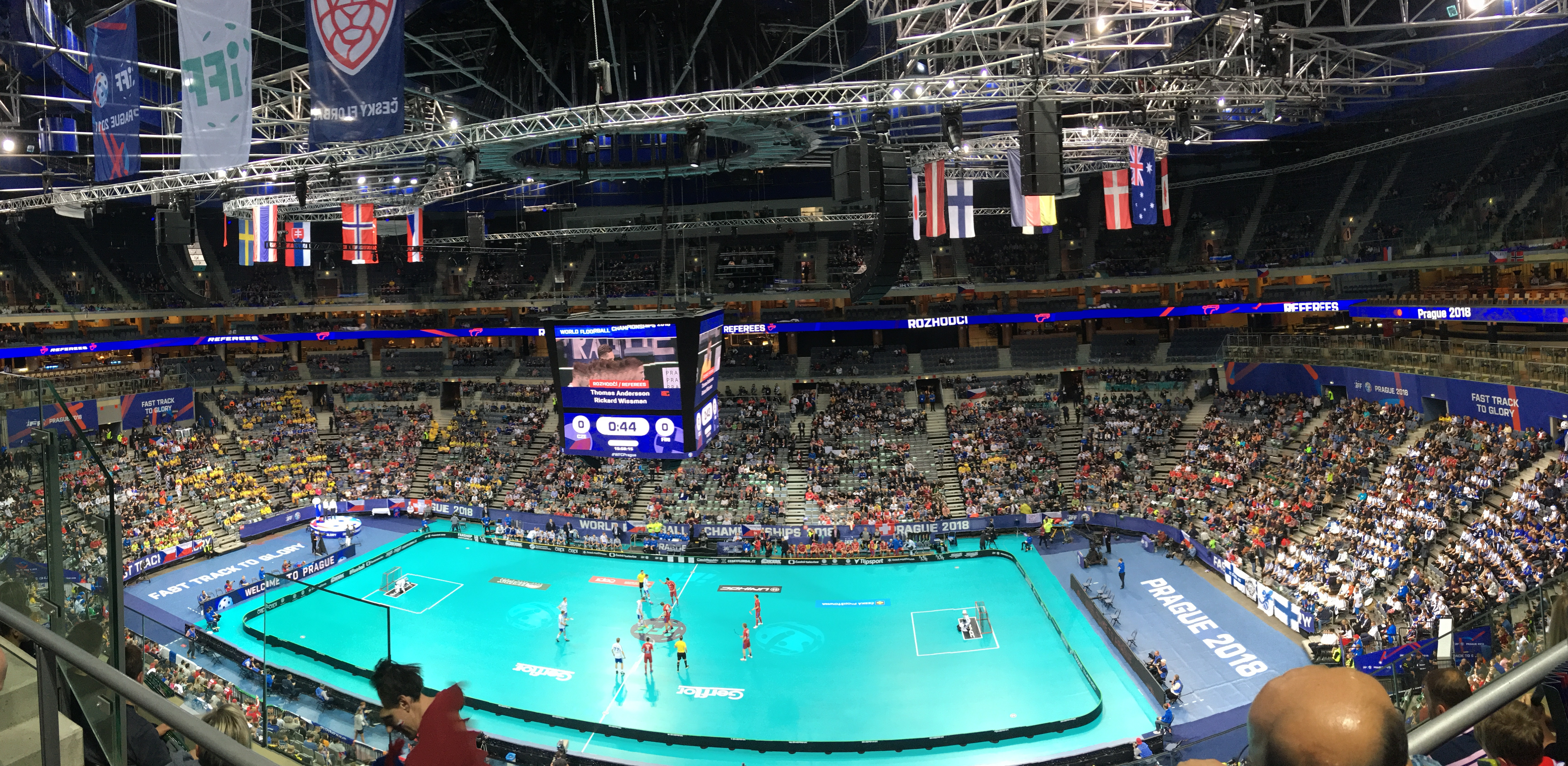
O2 arena v Praze během Mistrovství světa 2018
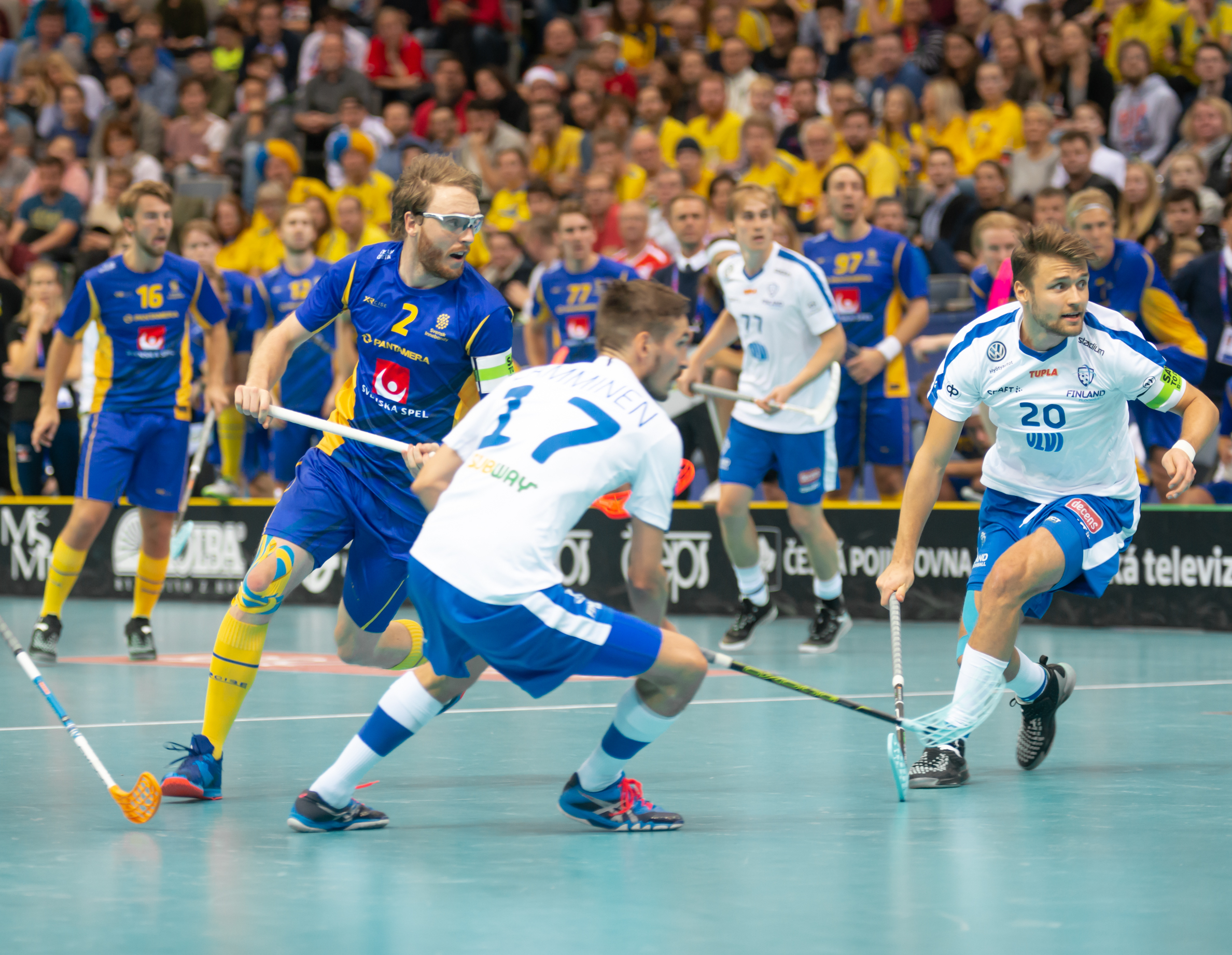
Finálový zápas Finsko–Švédsko na Mistrovství světa 2018
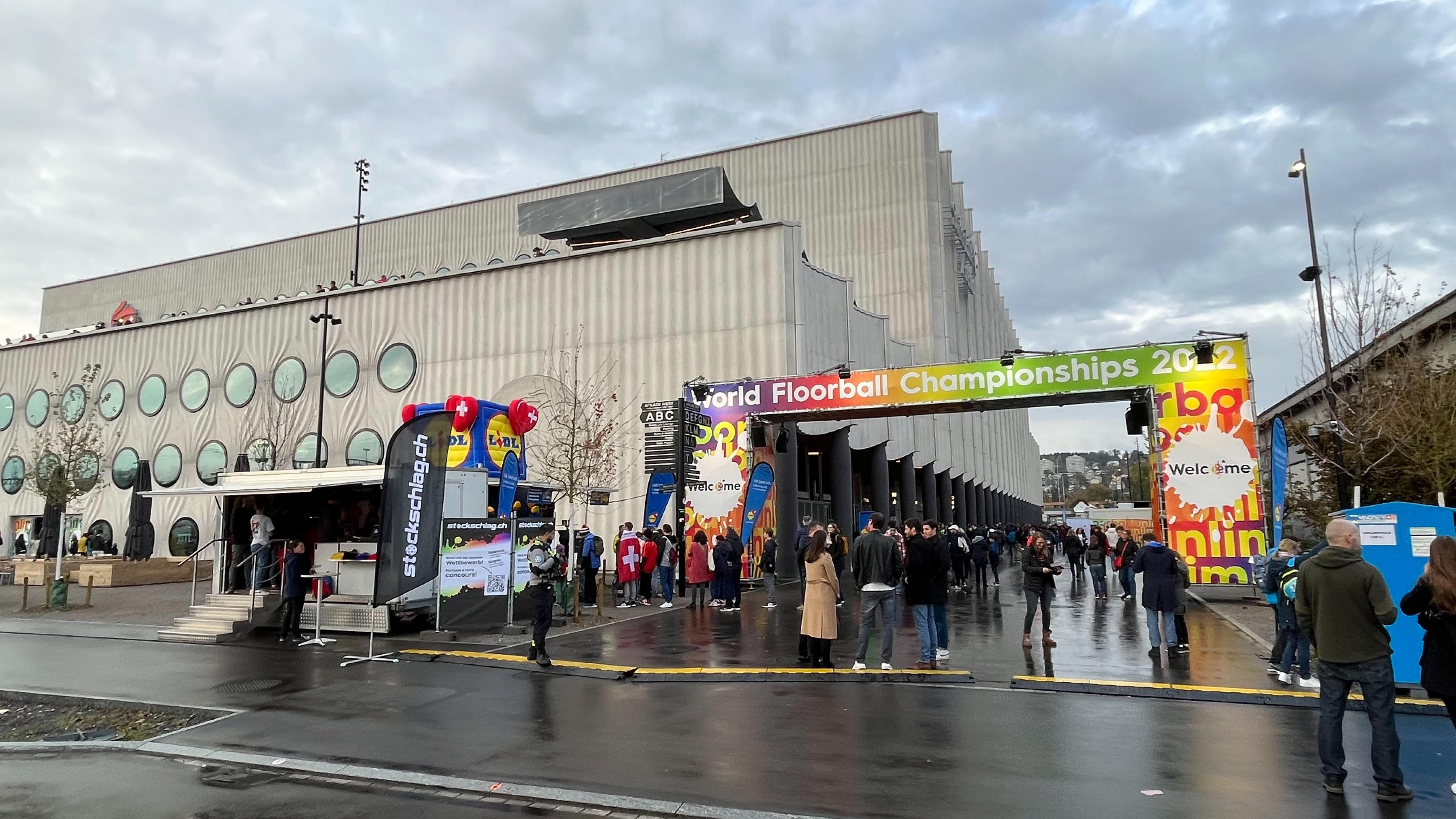
Swiss Life Arena během Mistrovství světa 2022
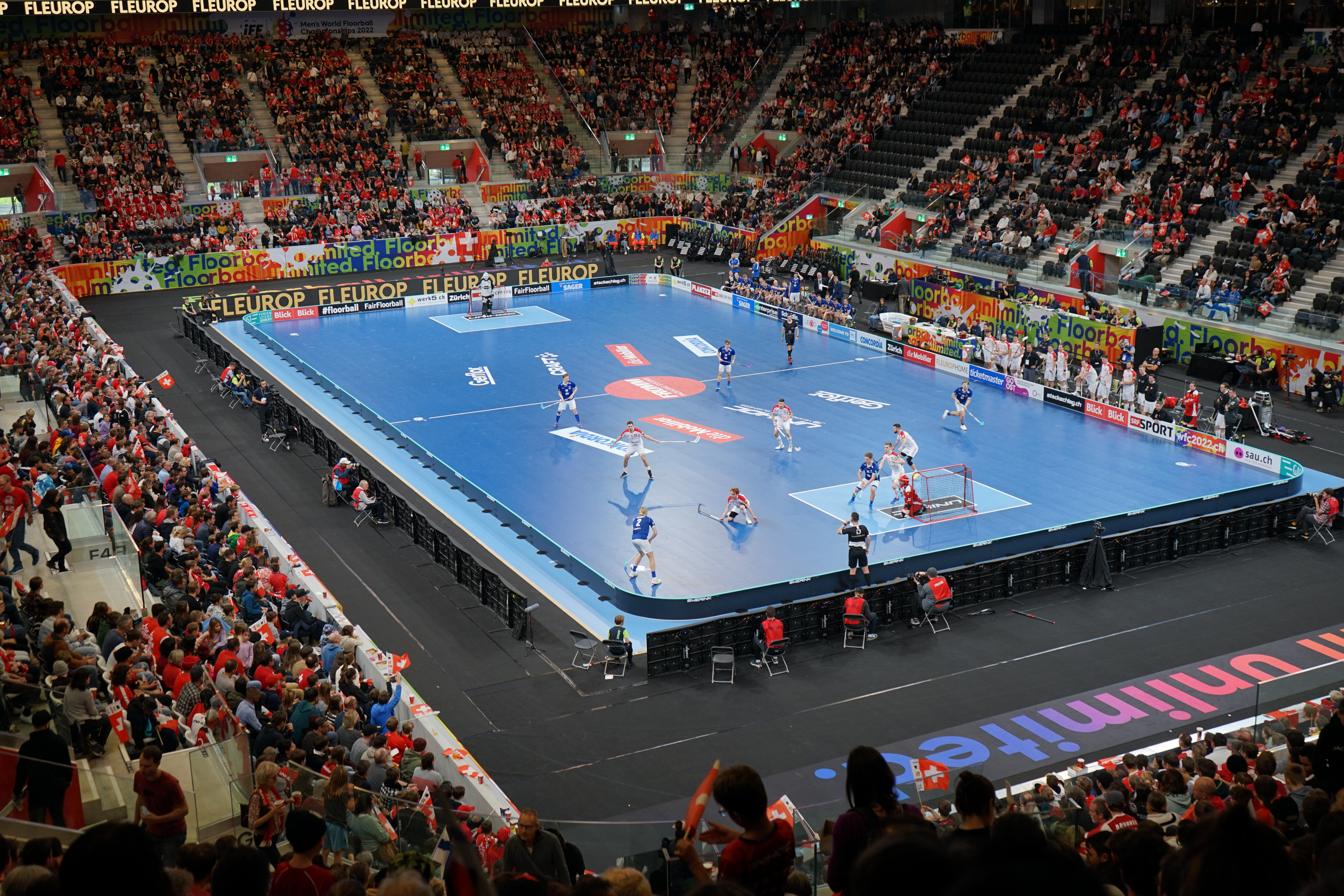
Zápas Finsko–Švýcarsko na Mistrovství světa 2022
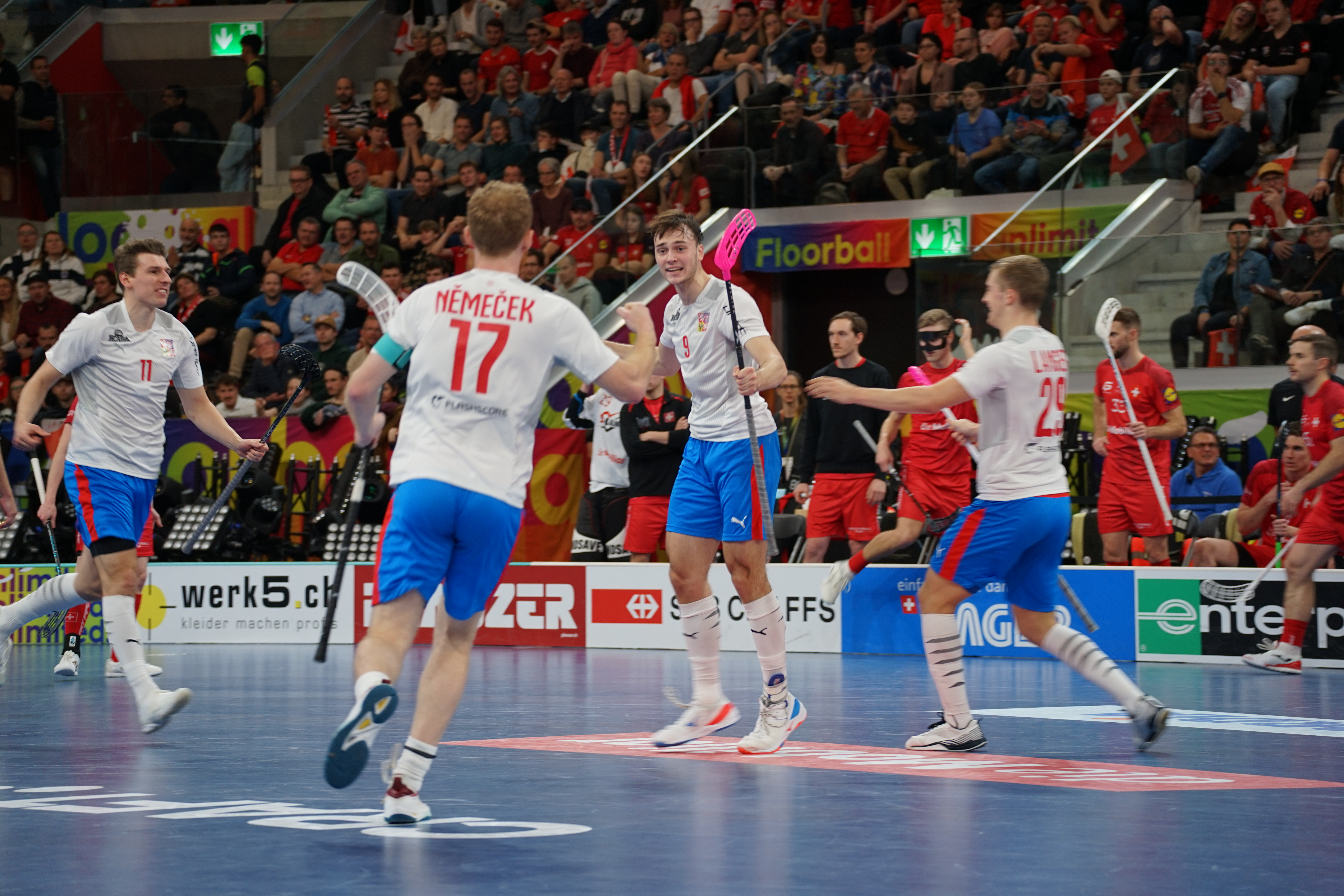
Hráči české reprezentace slaví gól v semifinále na Mistrovství světa 2022
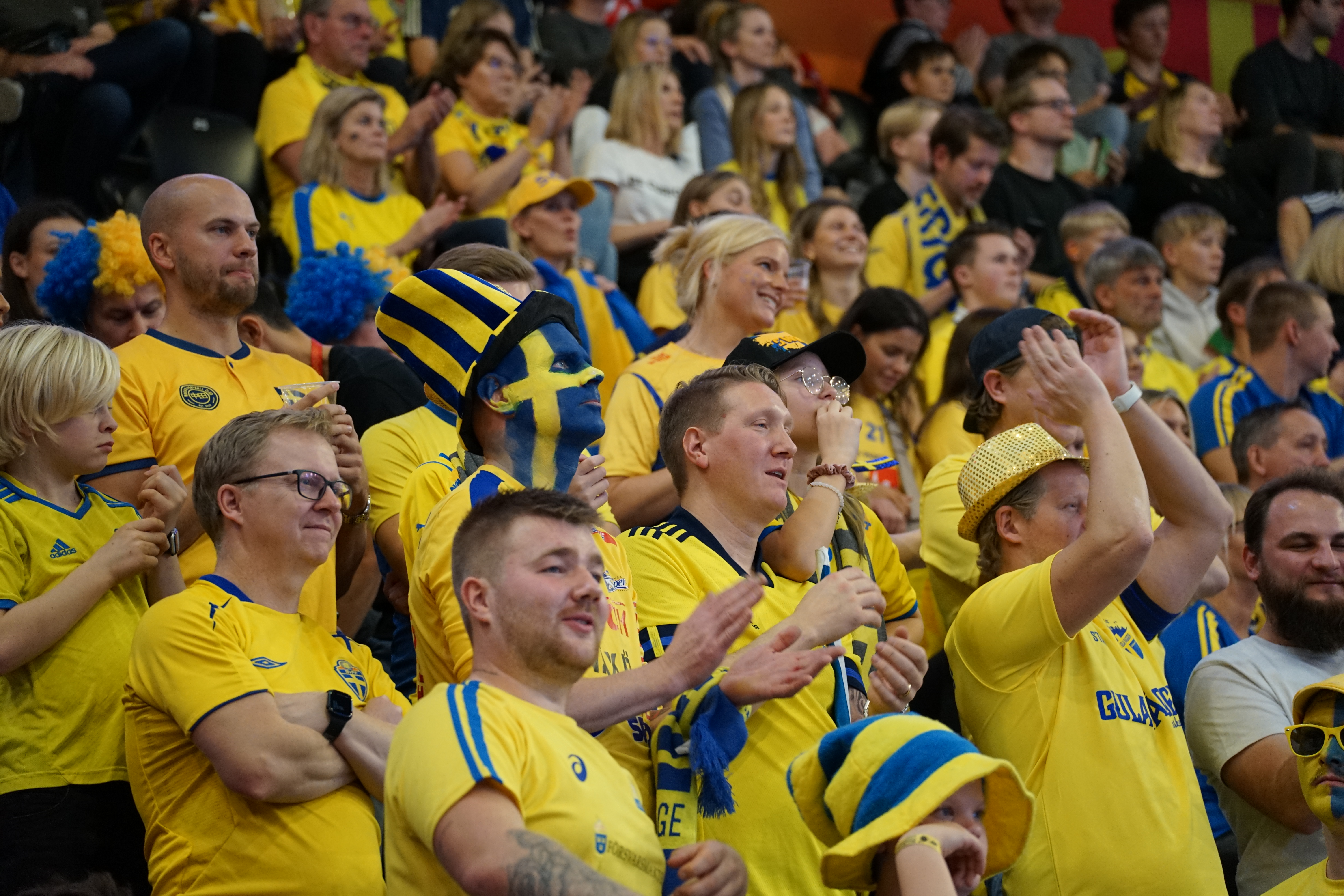
Švédští fanoušci na finálovém zápase Mistrovství světa 2022
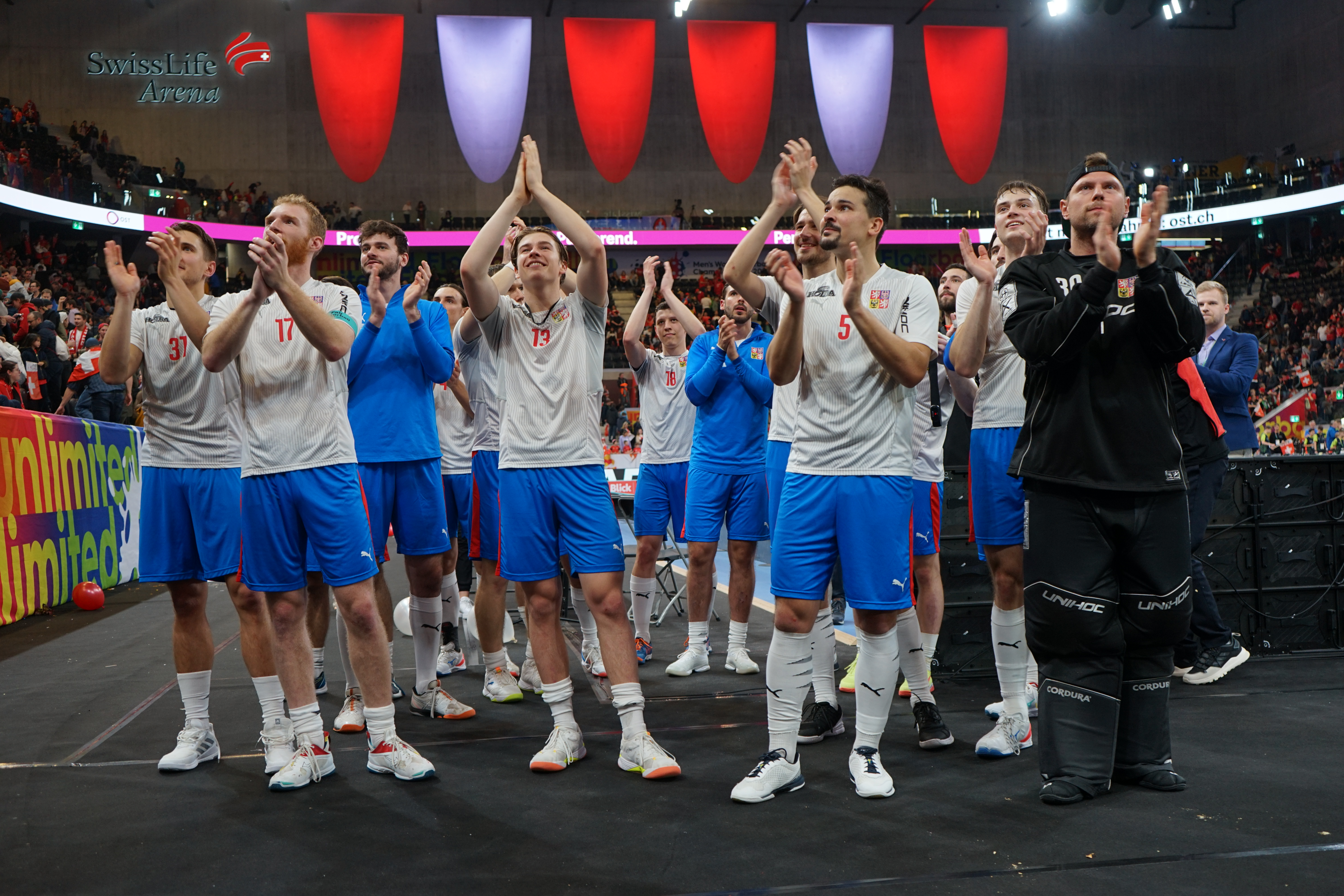
Česká reprezentace po vyhraném semifinále na Mistrovství světa 2022
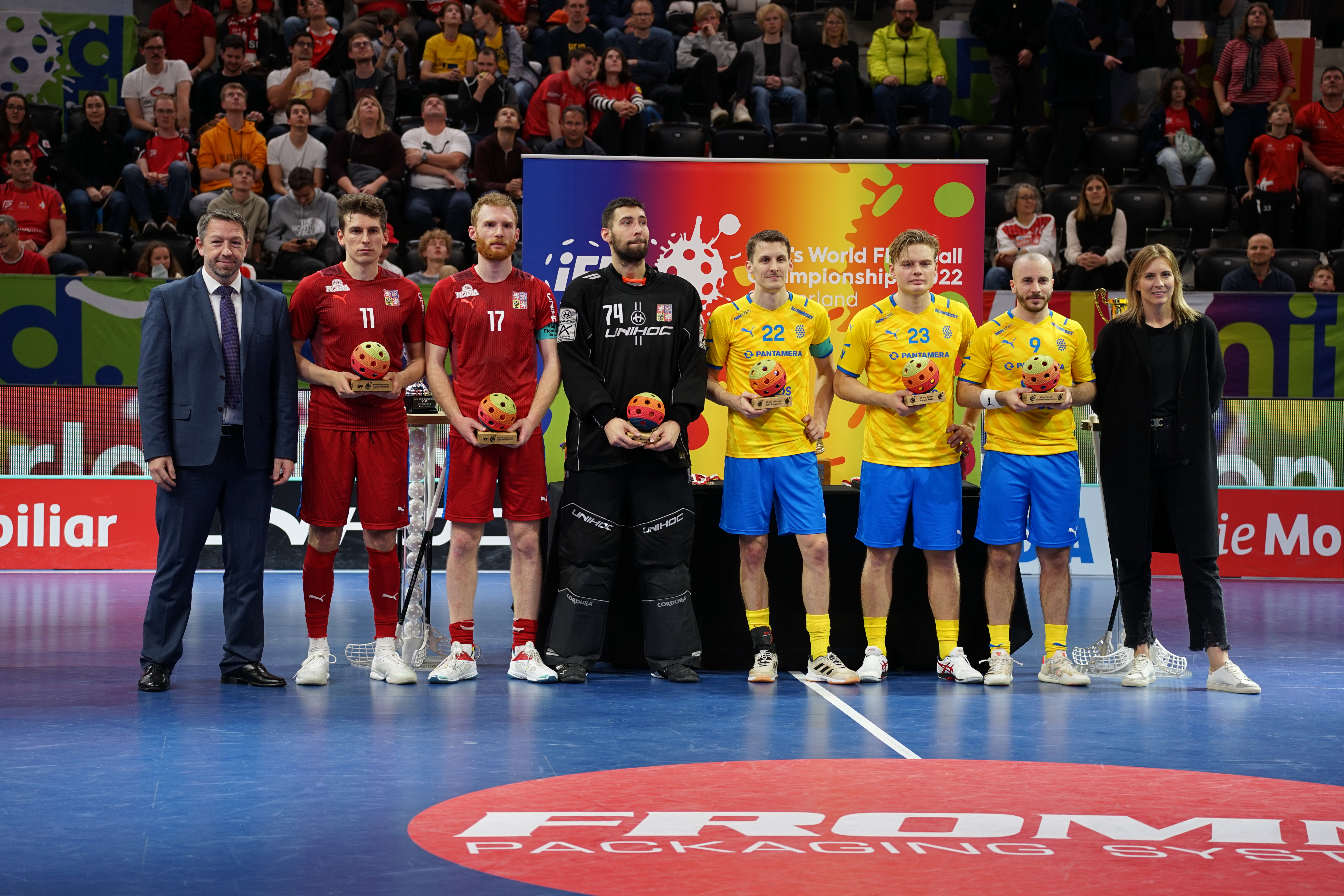
All Star tým na Mistrovství světa 2022
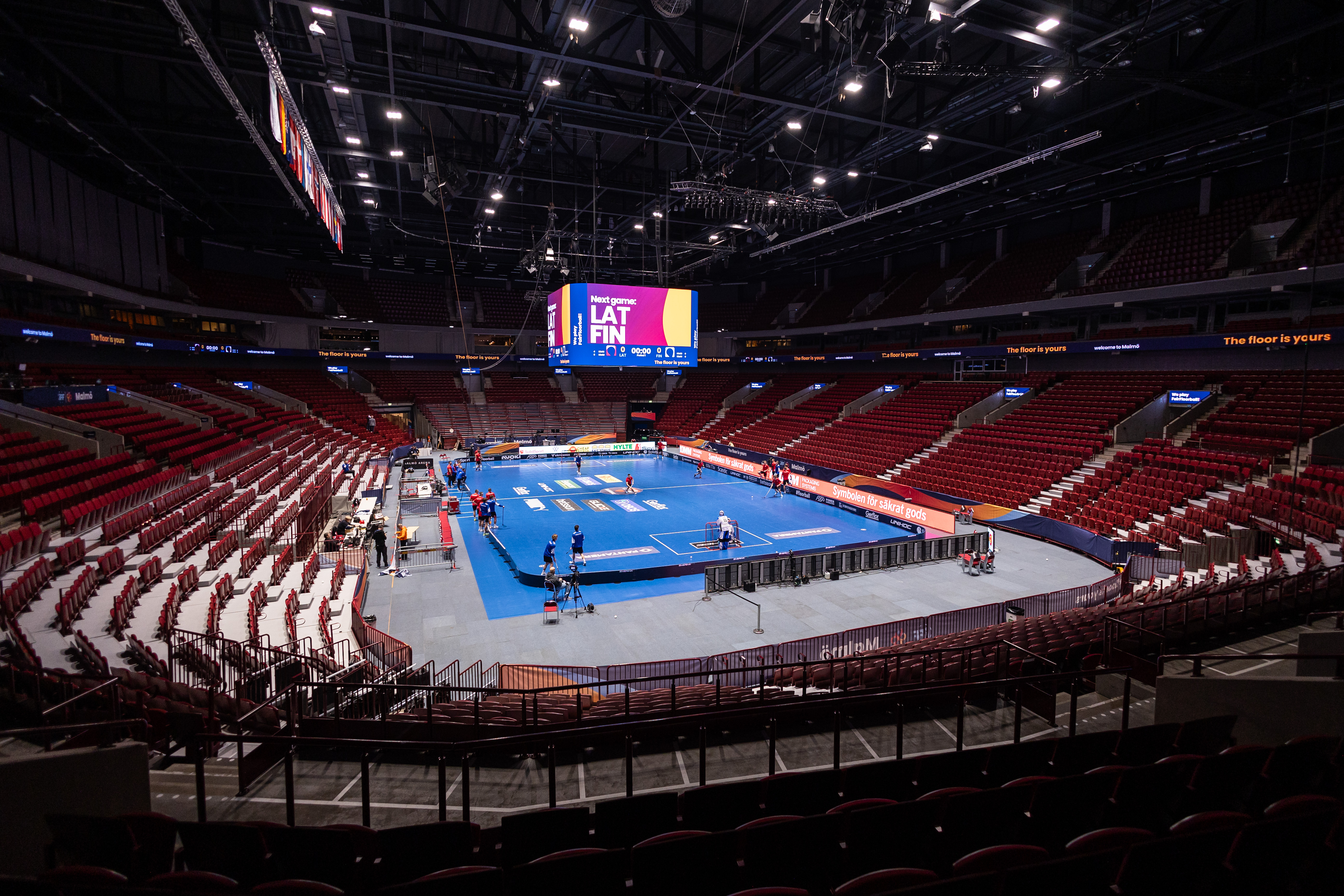
Malmö Arena připravená na první zápas Mistrovství světa 2024 Lotyšsko–Finsko
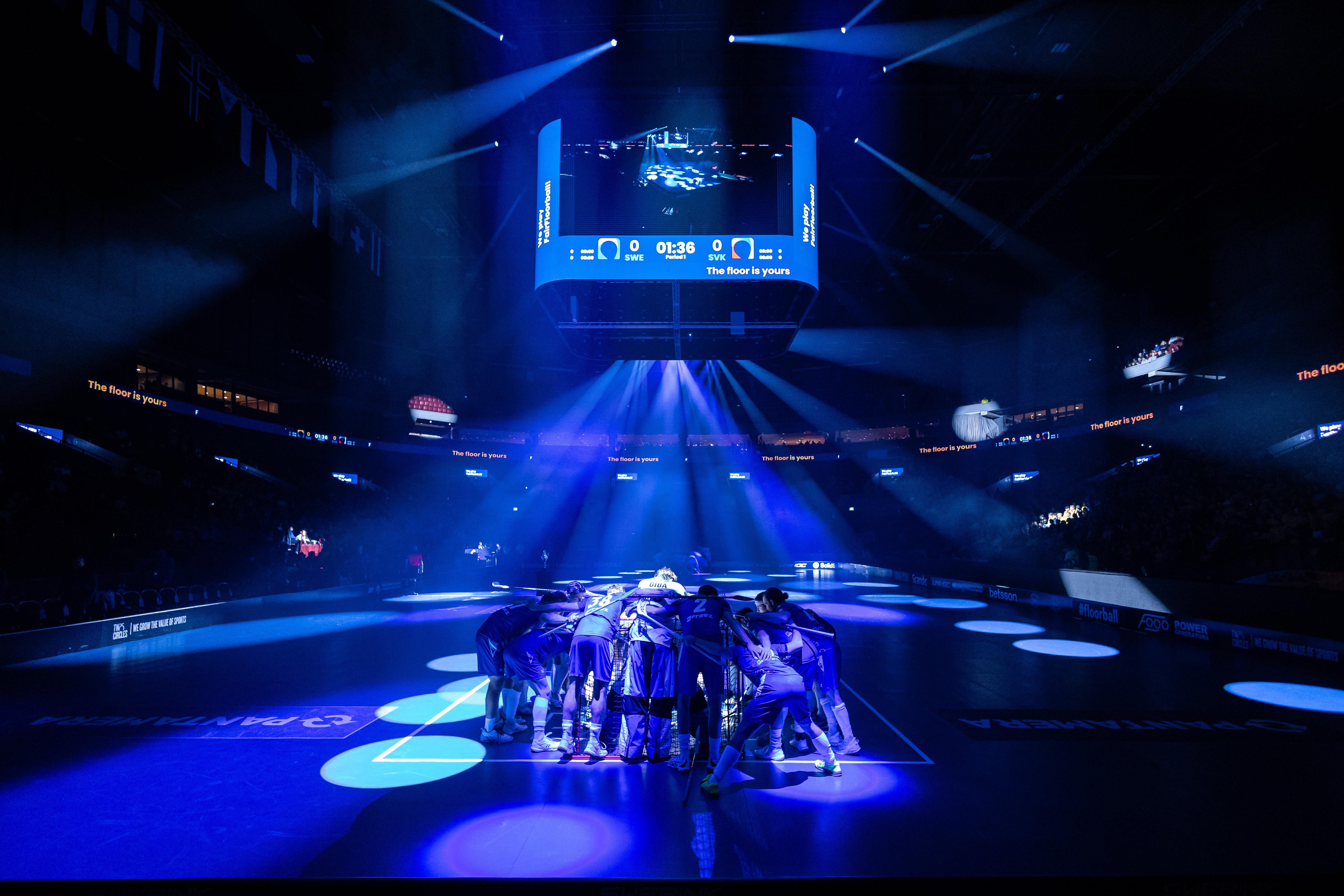
Malmö Arena před zápasem Švédsko–Slovensko na Mistrovství světa 2024